# Smicroloba fulvipennis
Smicroloba fulvipennis là một loài bướm đêm trong họ Noctuidae.